# Tuinsterwierde

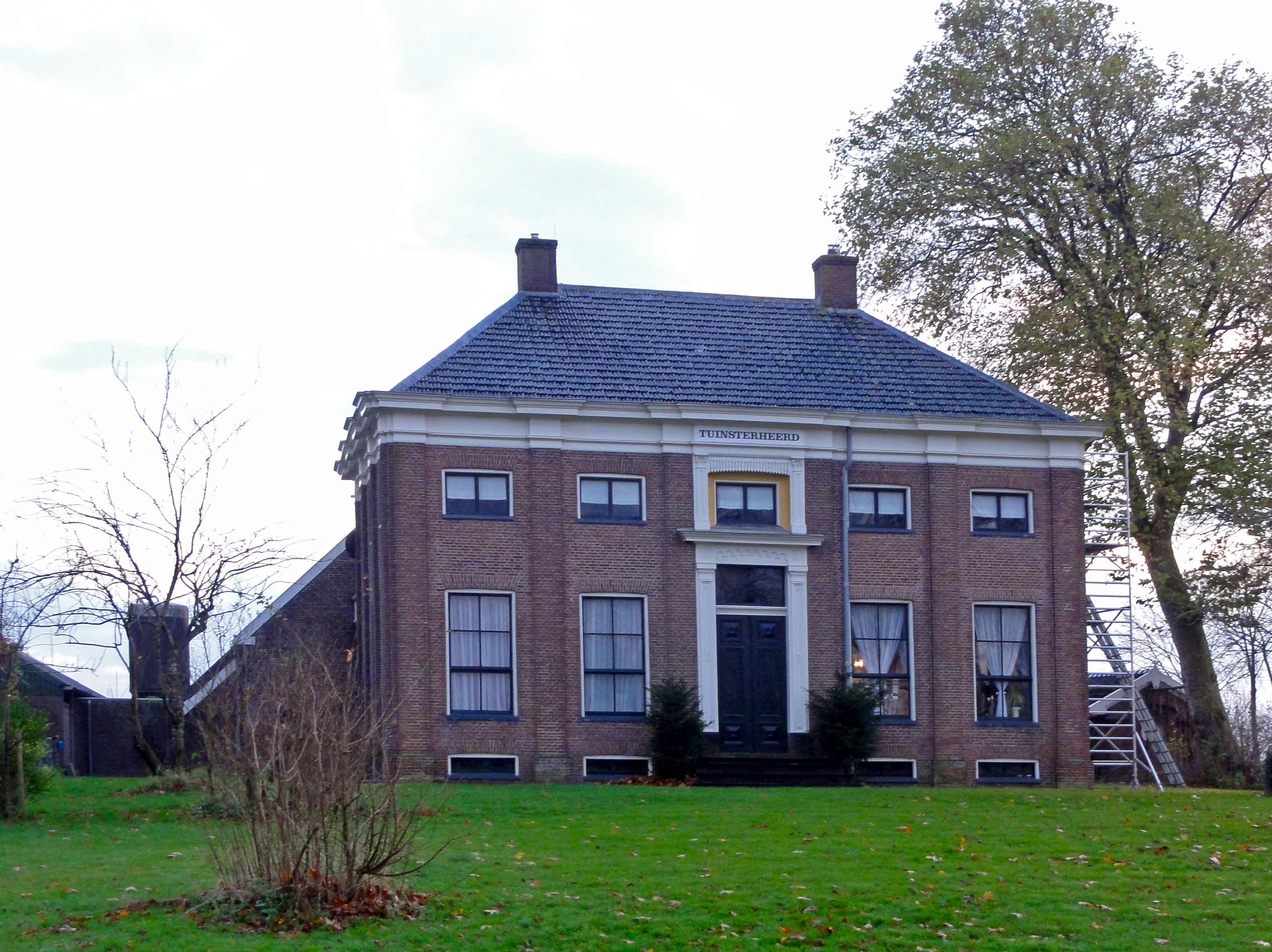
Boerderij Tuinsterheerd op de oostelijke Tuinsterwierde

De Tuinsterwierde is een grote wierde in het oosten van het dorp Leens in de gemeente Het Hogeland in de Nederlandse provincie Groningen. In de middeleeuwen was de Tuinsterwierde bewoond en vormde hij de kern van de buurtschap Tuins.
De Tuinsterwierde vormt onderdeel van een kwelderwal, waarop ook Wehe-den Hoorn, Leens, Ulrum, Elens en Vierhuizen liggen. Mogelijk werd de wierde aangelegd op de oeverwal van de Swalve. Ten oosten van de Tuinsterwierde liggen de onbebouwde huiswierden 'Molenheem' (oostzijde Scheeftilpad) en 'Wier' (noordzijde boerderij Dijktilsterweg 3). De oostgrens wordt tegenwoordig gevormd door de Hoornse Vaart.
In feite bestaat de wierde uit twee hoogten, waarvan onzeker is of ze vroeger 1 gevormd hebben. Er wordt daarom ook wel gesproken van de twee Tuinsterwierden: 
- De westelijke Tuinsterwierde ten noorden en zuiden van de weg Wierde. Het zuidelijk deel werd afgegraven tussen 1925 en 1939. Op de plek van het zuidelijke deel van de wierde werden vervolgens een ijsbaan en een voetbalveld aangelegd. In de jaren 2000 is het terrein deels omgevormd tot woningbouwlocatie. Het noordelijke deel is grotendeels onbebouwd en steekt ongeveer 3 meter uit boven de omgeving. De noordgrens wordt gevormd door de weg Achtervalge. In 1939 werd onderzoek in de wierde gedaan door Albert van Giffen, die er zeven boerderijen boven elkaar liet blootleggen.
- De oostelijke Tuinsterwierde of Tuinsterheerd ligt direct ten oosten van de westelijke Tuinsterwierde en ten zuiden van de borg Verhildersum en de weg Wierde. De wierde is onbebouwd en steekt uit tot 5,7 meter boven NAP, waarmee het de hoogste onbebouwde wierde van Groningen is. Aan oostzijde staat de monumentale boerderij Tuinsterheerd. Aan zuidzijde stond tot begin 19e eeuw ook een boerderij en aan noordzijde staat een rentenierswoning. De wierde is min of meer ongeschonden. In 1832 liet schoolmeester Jan Gerrits Rijkens ergens op deze hoogte een proefafgraving uitvoeren, waarbij een pakket bewoningslagen tot ongeveer 4,5 meter dik zou zijn aangetroffen, waaronder zich ook vlechtwanden bevonden.

## Archeologie en geschiedenis
Bij de afgraving van het zuidelijke deel van de westelijke Tuinsterwierde werd in 1939 door Van Giffen vastgesteld dat de hoogte van de terpzool op 80 cm boven NAP lag. Op basis hiervan schatte Van Giffen de aanleg van de wierde op ongeveer 700 na Chr. Bij een booronderzoek op de flank van de oostelijke Tuinsterwierde in 2004 op het terrein van Doezoo / Insectenwereld zijn echter stukken aardewerk aangetroffen, die mogelijk al uit de late IJzertijd of Romeinse tijd dateren, waarmee de wierde een stuk ouder zou kunnen zijn.
De wierdedorpen Tuins en De Houw vormden samen het kerspel Leens. Op de grens van beide dorpen werd in de 9e eeuw een nieuwe kerk gebouwd, die het centrum werd van de proosdij De Marne. Het grondgebied van van deze parochie strekte zich uit vanaf de waddenkust tot de oevers van het latere Reitdiep. Kloosterburen en het verdronken Westerdijk vormden hoogstwaarschijnlijk dochternederzettingen; de bestaande kerk werd omstreeks 1175 overgedragen aan het Oldeklooster, de eerste kloostervestiging in de provincie Groningen.
De oudste vermeldingen van Tuins zijn Tiudingi (eind 10e eeuw), tho Thyodense (1412), Thyudense en Tudense (1474). De naam betekent waarschijnlijk 'woonplaats van de mannen van Thiado'. Het dorp viel kerkelijk en bestuurlijk onder Leens, maar had in de 15e eeuw wel een eigen wedman.